# Rhein in Flammen

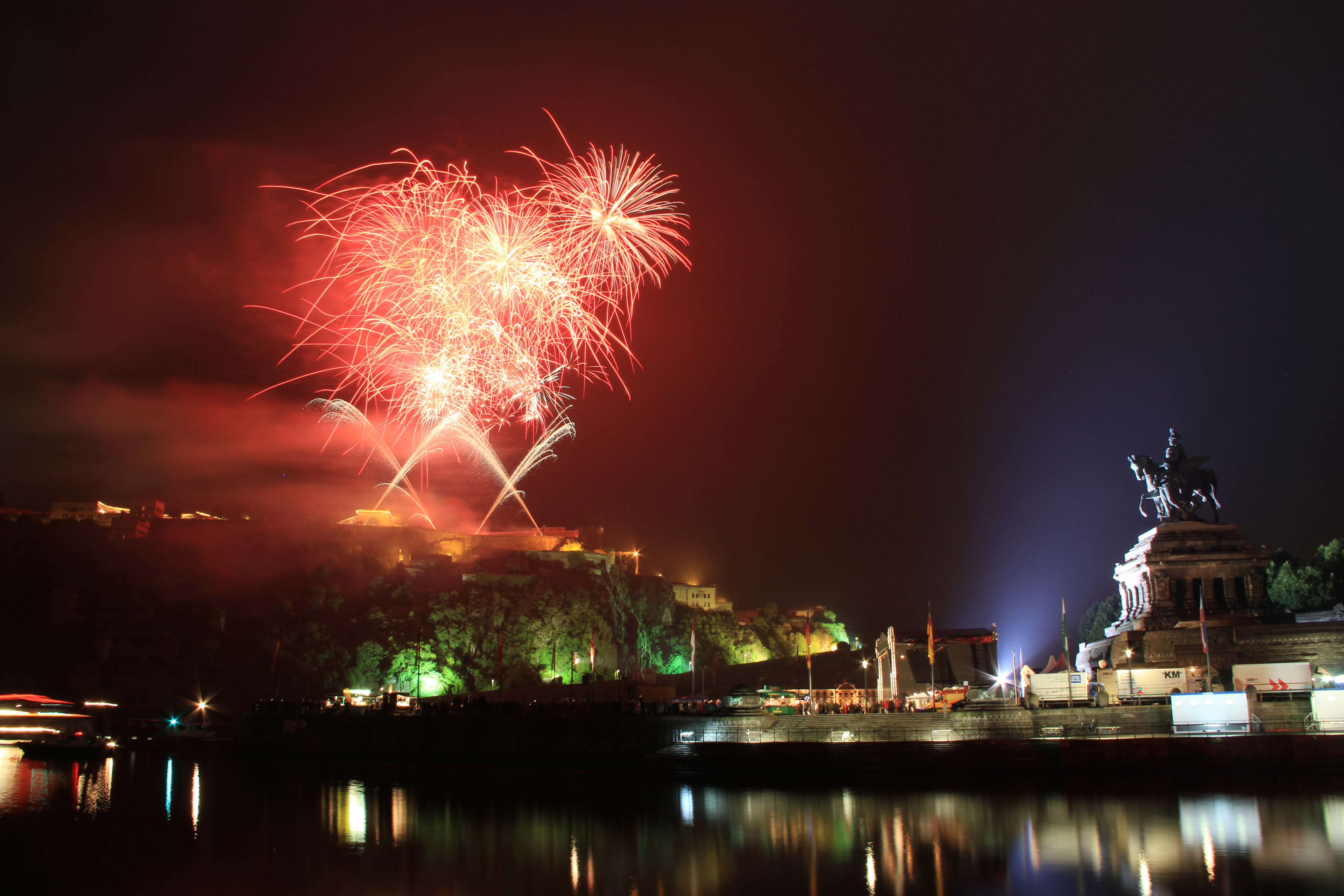
Rhein in Flammen (2011) w Koblencji, ujęcie z twierdzy Ehrenbreitstein (niem. Festung Ehrenbreitstein), na pierwszym planie Deutsche Eck

Rhein in Flammen (pol. Ren w płomieniach) – to nazwa corocznych festynów z pokazami sztucznych ogni na ich zakończenie, które odbywają się w różnym czasie na kilku odcinkach środkowego Renu od maja do września. Jasno oświetlone statki pasażerskie przemierzają rzekę w konwojach w pięć letnich wieczorów, aby umożliwić swoim gościom obejrzenie całego pokazu fajerwerków, który rozpoczyna się po przybyciu statków. Na imprezie Rhein in Flammen w Sankt Goar i Sankt Goarshausen konwój staje zakotwiczony między Burg Katz i Burg Rheinfels podczas fajerwerków. Sztuczne ognie odbijające się w wodach Renu, huk wystrzałów potęgowany przez echo odbijające się od okolicznych gór tworzą razem niezapomniany spektakl.
Nad brzegami rzeki odbywają się festiwale wina lub festiwale folklorystyczne, na które co roku przyjeżdżają setki tysięcy widzów. Największe widowisko fajerwerków w ramach „Ren in Flames” odbywa się co roku w drugą sobotę sierpnia w Koblencji.
Poza pokazem fajerwerków między Spay a Koblenz co roku odbywają się cztery inne ważne imprezy w ramach „Rhein-in-Flamen”. Zaczynają się w maju od „Rhein in Flammen” między Linz am Rhein i Bonn. W Dolinie Górnego Środkowego Renu, należącej do Światowego Dziedzictwa, w lipcu w Bingen am Rhein i Rüdesheim am Rhein odbywa się „Ren w płomieniach”. W sierpniu ma miejsce impreza między Spay i Koblencją, najstarsza ze wszystkich imprez „Rhine in Flames”. We wrześniu można dwukrotnie zobaczyć „Ren w płomieniach”, najpierw w Oberwesel, a na koniec w Loreley w siostrzanych miastach Sankt Goar i Sankt Goarshausen.
Podobne wydarzenia, które były wzorowane na Renie w płomieniach, ale nie są ze sobą powiązane, to Światła w Kolonii i Festiwal Tysiąca Świateł w Andernach.

## Historia
Rhein in Flammen ma swoje początki około 1750, kiedy urząd objął elektor Johann Philipp von Walderdorff i na jego cześć odbył się duży pokaz sztucznych ogni. Te fajerwerki były następnie powtarzane w nieregularnych odstępach czasu, aż do 1845, kiedy królowa Wiktoria przepłynęła odcinek środkowego Renu podczas swojego miesiąca miodowego statkiem i z tej okazji zorganizowano wspaniałe fajerwerki, wspominane jeszcze przez wiele lat przez obserwatorów. W 1931, za sugestią Kuniberta Ochsa, odbył się 26-kilometrowy maraton fajerwerków pod hasłem „Ren w płomieniach nad Siebengebirge”, który powtarzano co roku o różnych porach. Tradycja ta zakończyła się jednak w 1939 wraz z wybuchem II wojny światowej i dopiero 9 lat po zakończeniu wojny wydarzenie przywrócił do życia ówczesny burmistrz Koblencji Josef Schnorbach i od tego czasu stał się doroczną imprezą.

## Odcinki na Renie i daty wydarzeń[3]
- pierwsza sobota maja każdego roku między Bad Hönningen/Bad Breisig i Bonn
- pierwsza sobota lipca każdego roku między Niederheimbach i Bingen am Rhein/Rüdesheim am Rhein
- druga sobota sierpnia między Spay i Koblencją
- druga sobota września każdego roku w Oberwesel
- trzecia sobota września każdego roku między Sankt Goar i Sankt Goarshausen

## Pociągi specjalne
Istnieją również specjalne pociągi gastronomiczne z różnych części Niemiec, często ciągnięte przez parowozy, które zwykle poruszają się wzdłuż Renu równolegle do konwoju statków ze zmniejszoną prędkością i stanowią alternatywę dla przybycia samochodem lub statkiem.

## Galeria

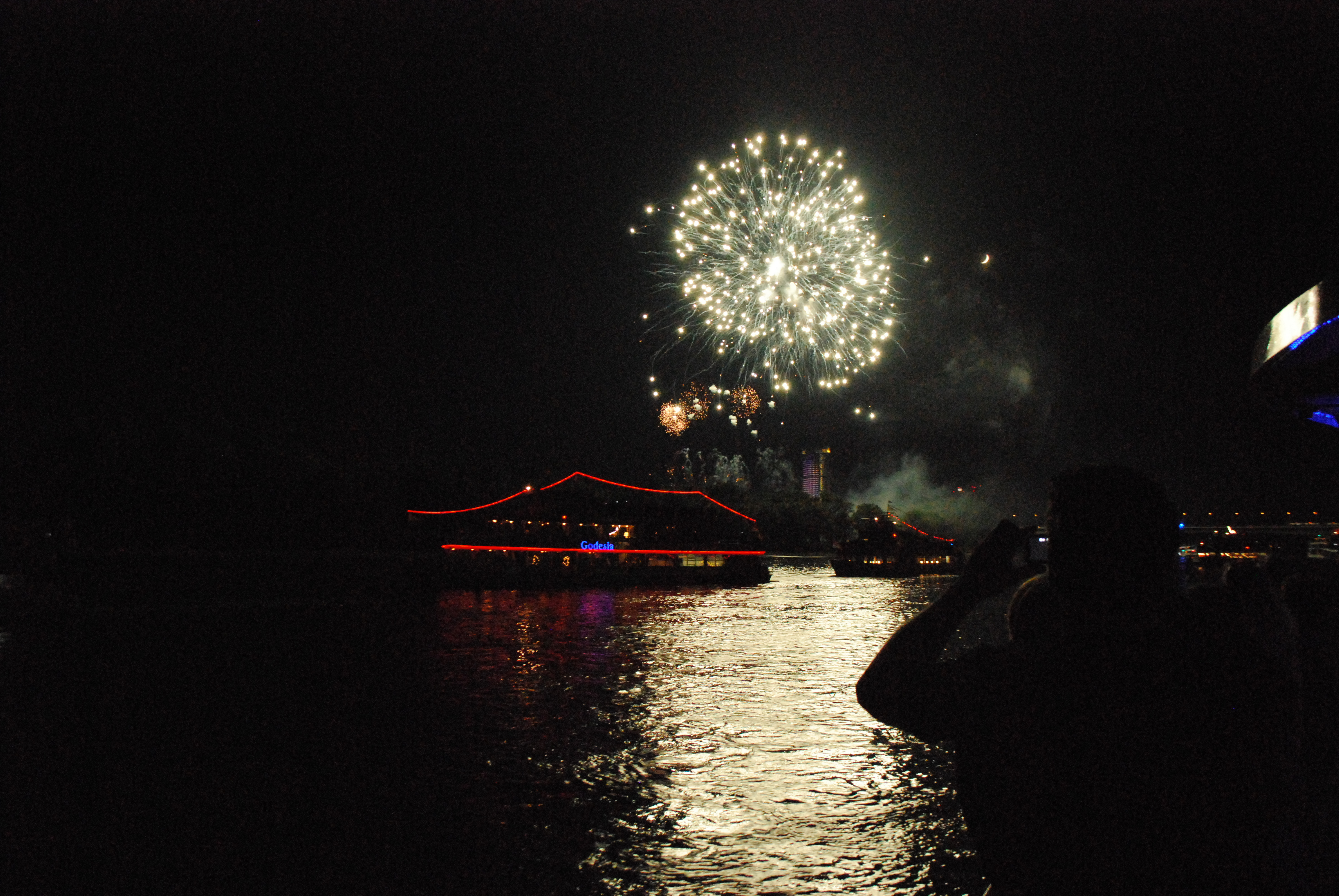
Rhein in Flammen – Bonn – 2011
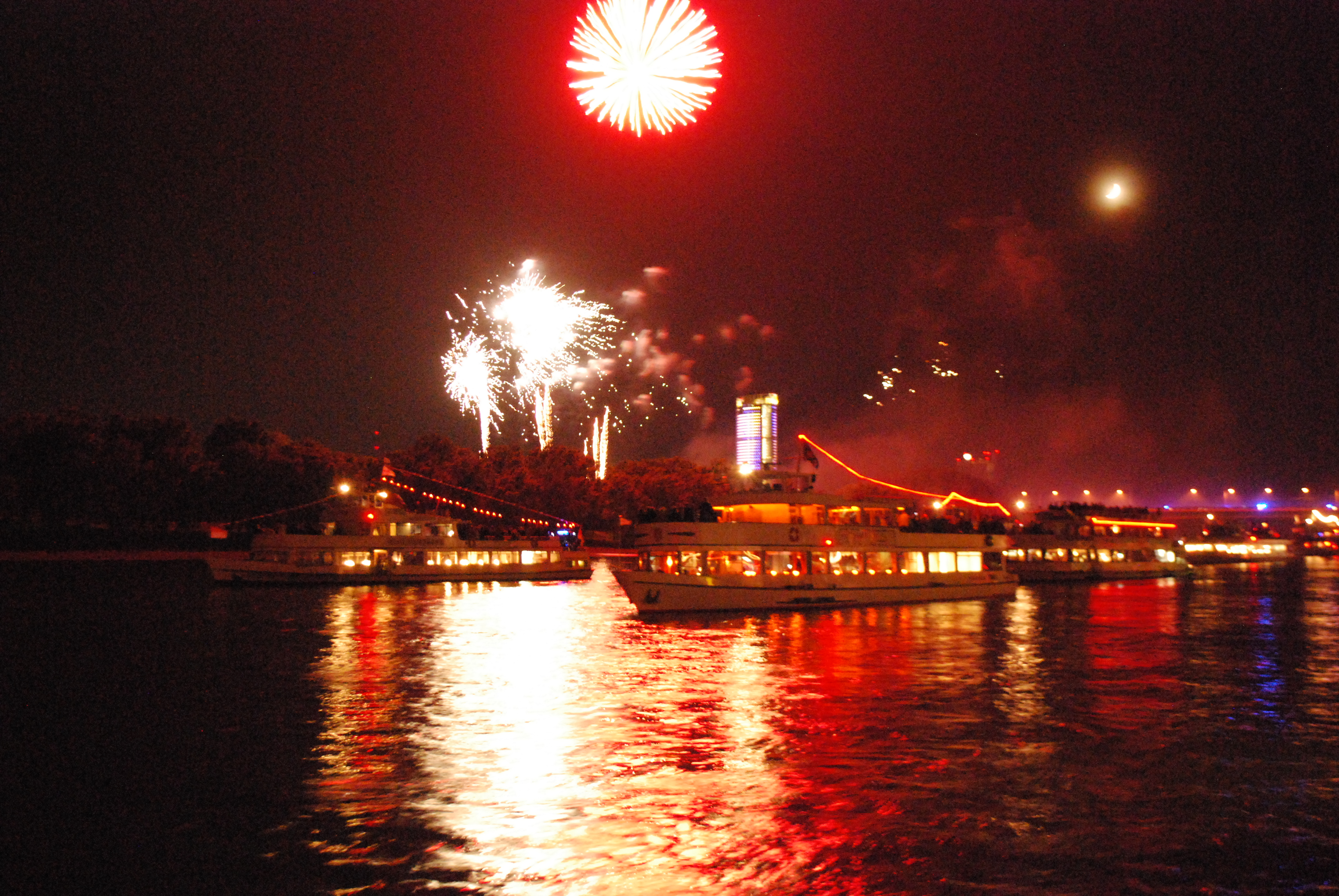
Rhein in Flammen – Bonn – 2011
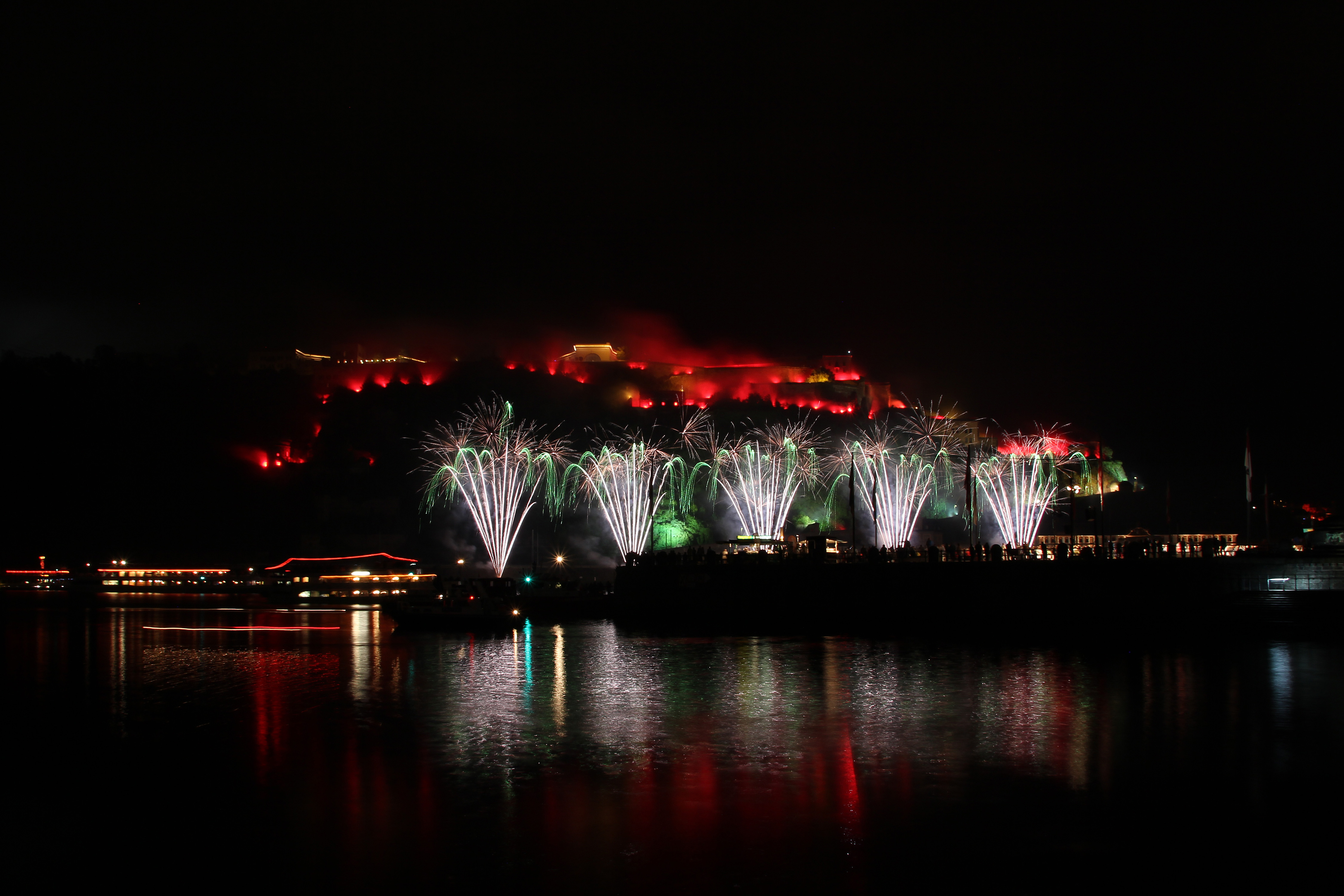
Rhein in Flammen – Koblencja – 2011
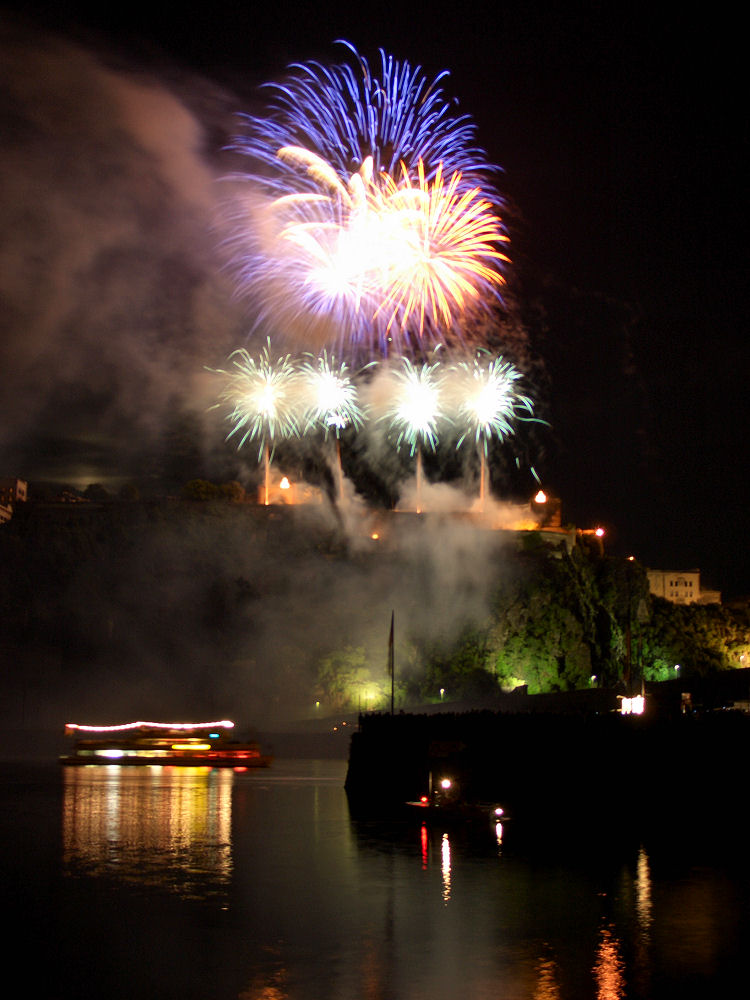
Rhein in Flammen – Koblencja – 2006
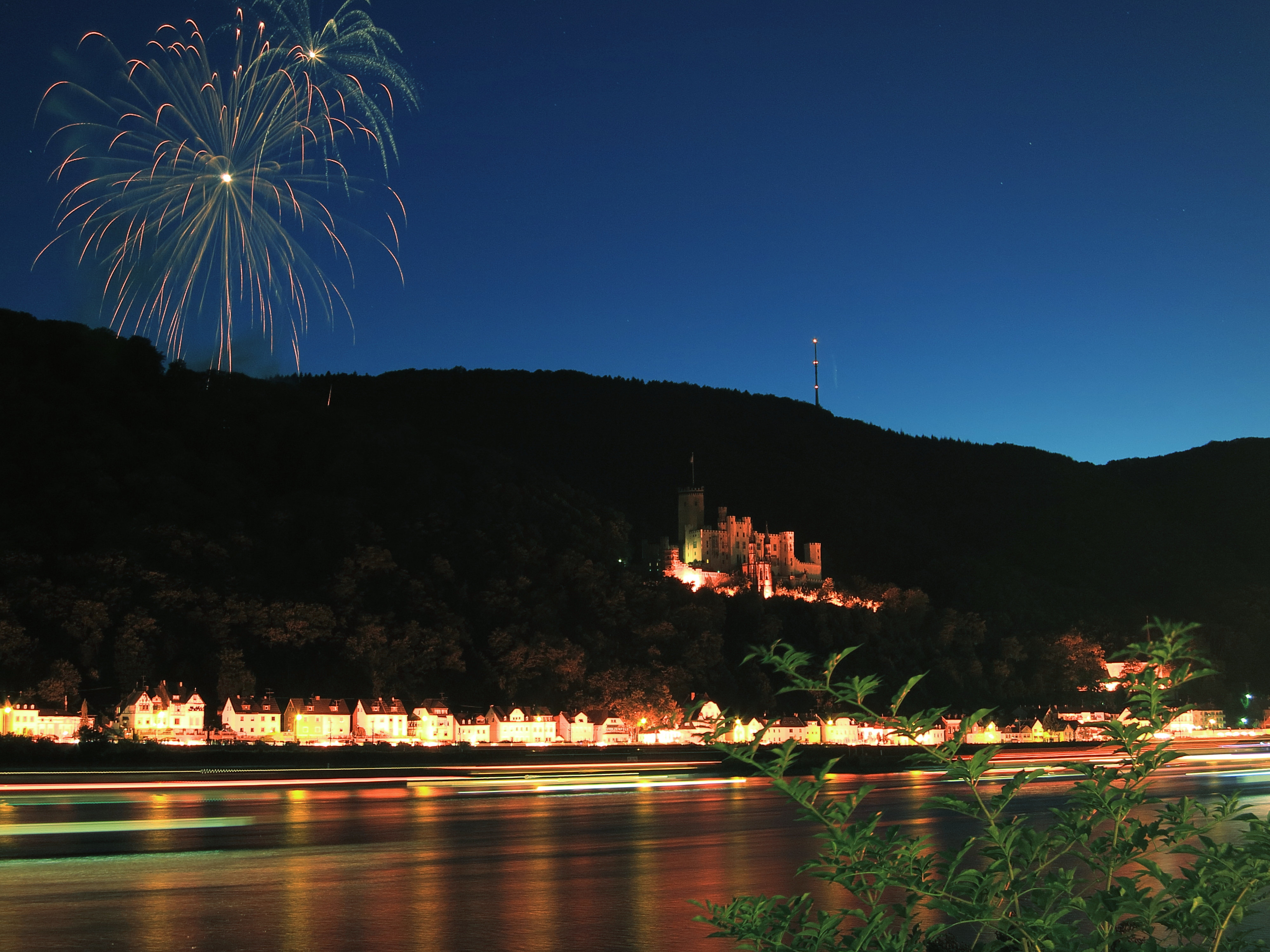
Rhein in Flammen – Burg Stolzenfels – 2012
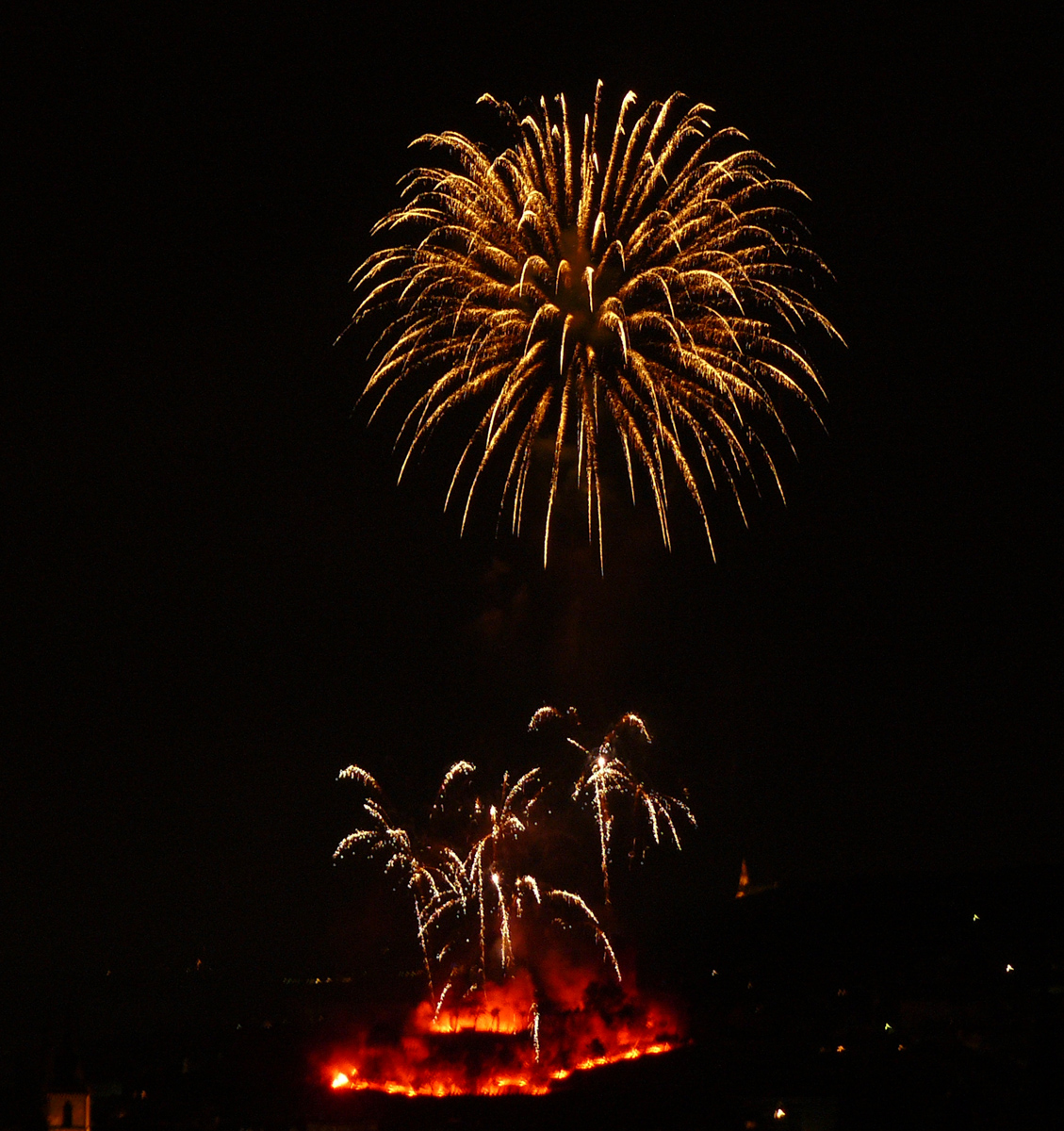
Rhein in Flammen – Bingen am Rhein – 2007